# UCI WorldTour 2016
Die UCI WorldTour 2016 umfasste 27 Straßenradrennen, darunter die dreiwöchigen Rundfahrten Tour de France, Giro d’Italia und Vuelta a España (Grand Tours), sowie wichtige Klassiker, darunter die fünf Monumente des Radsports Mailand–Sanremo, Flandern-Rundfahrt, Paris–Roubaix, Lüttich–Bastogne–Lüttich und Giro di Lombardia. Die Wettbewerbe fanden von Januar bis Oktober 2016 statt.
Teilnehmer waren die besonders lizenzierten UCI WorldTeams. Außerdem können UCI Professional Continental Teams von dem jeweiligen Veranstalter eines Rennens eingeladen werden. Bei bestimmten Wettbewerben wie der Tour Down Under in Australien oder der Polen-Rundfahrt war außerdem ein Nationalteam des Gastgeberlandes zur Teilnahme berechtigt.
Ursprünglich war vorgesehen, dass die UCI World Teams am Mannschaftszeitfahren der UCI-Straßen-Weltmeisterschaften 2016 wie an Rennen der UCI WorldTour teilnehmen müssen und bei diesem Rennen Punkte für die Teamwertung der WorldTour vergeben werden. Nach einer Uneinigkeit über die Reisespesen und einer Boykottdrohung des Teambetreiberverbands AIGCP wurde im September die Einigung verkündet, dass keine Startpflicht der Mannschaften besteht und Ranglistenpunkte nicht vergeben werden.

## Rennen
| Nr. | Datum              | Rennen                                    | Sieger                   | Führender Fahrer       | Führendes Team  | Führende Nation |
| --- | ------------------ | ----------------------------------------- | ------------------------ | ---------------------- | --------------- | --------------- |
| 01  | 19.–24. Januar     | Tour Down Under (Details)                 | Simon Gerrans (OGE)      | Simon Gerrans (OGE)    | Orica GreenEdge | Australien      |
| 02  | 6.–13. März        | Paris–Nizza (Details)                     | Geraint Thomas (SKY)     | Richie Porte (BMC)     | Team Sky        | Australien      |
| 03  | 9.–15. März        | Tirreno–Adriatico (Details)               | Greg Van Avermaet (BMC)  | Richie Porte (BMC)     | BMC Racing Team | Australien      |
| 04  | 19. März           | Mailand–Sanremo (Details)                 | Arnaud Demare (FDJ)      | Richie Porte (BMC)     | Team Sky        | Australien      |
| 06  | 25. März           | E3 Harelbeke (Details)                    | Michał Kwiatkowski (SKY) | Richie Porte (BMC)     | Team Sky        | Australien      |
| 05  | 21.–27. März       | Katalonien-Rundfahrt (Details)            | Nairo Quintana (MOV)     | Peter Sagan (TNK)      | Tinkoff         | Australien      |
| 07  | 27. März           | Gent–Wevelgem (Details)                   | Peter Sagan (TNK)        | Peter Sagan (TNK)      | Tinkoff         | Australien      |
| 08  | 3. April           | Flandern-Rundfahrt (Details)              | Peter Sagan (TNK)        | Peter Sagan (TNK)      | Tinkoff         | Australien      |
| 09  | 4.–9. April        | Baskenland-Rundfahrt (Details)            | Alberto Contador (TNK)   | Peter Sagan (TNK)      | Tinkoff         | Spanien         |
| 10  | 10. April          | Paris–Roubaix (Details)                   | Mathew Hayman (OGE)      | Peter Sagan (TNK)      | Tinkoff         | Australien      |
| 11  | 17. April          | Amstel Gold Race (Details)                | Enrico Gasparotto (WGG)  | Peter Sagan (TNK)      | Tinkoff         | Australien      |
| 12  | 20. April          | La Flèche Wallonne (Details)              | Alejandro Valverde (MOV) | Peter Sagan (TNK)      | Tinkoff         | Australien      |
| 13  | 24. April          | Lüttich–Bastogne–Lüttich (Details)        | Wout Poels (SKY)         | Peter Sagan (TNK)      | Tinkoff         | Spanien         |
| 14  | 26. April – 1. Mai | Tour de Romandie (Details)                | Nairo Quintana (MOV)     | Peter Sagan (TNK)      | Tinkoff         | Spanien         |
| 15  | 6.–29. Mai         | Giro d’Italia (Details)                   | Vincenzo Nibali (AST)    | Peter Sagan (TNK)      | Tinkoff         | Spanien         |
| 16  | 5.–12. Juni        | Critérium du Dauphiné (Details)           | Chris Froome (SKY)       | Alberto Contador (TNK) | Tinkoff         | Spanien         |
| 17  | 11.–19. Juni       | Tour de Suisse (Details)                  | Miguel Ángel López (AST) | Peter Sagan (TNK)      | Tinkoff         | Spanien         |
| 18  | 12.–18. Juli       | Polen-Rundfahrt (Details)                 | Tim Wellens (LTS)        | Peter Sagan (TNK)      | Tinkoff         | Spanien         |
| 19  | 2.–24. Juli        | Tour de France (Details)                  | Chris Froome (SKY)       | Peter Sagan (TNK)      | Movistar Team   | Spanien         |
| 20  | 30. Juli           | Clásica San Sebastián (Details)           | Bauke Mollema (TFS)      | Peter Sagan (TNK)      | Movistar Team   | Spanien         |
| 22  | 21. August         | EuroEyes Cyclassics (Details)             | Caleb Ewan (OBE)         | Peter Sagan (TNK)      | Movistar Team   | Spanien         |
| 23  | 28. August         | Bretagne Classic - Ouest-France (Details) | Oliver Naesen (IAM)      | Peter Sagan (TNK)      | Movistar Team   | Spanien         |
| 24  | 9. September       | Grand Prix Cycliste de Québec (Details)   | Peter Sagan (TNK)        | Peter Sagan (TNK)      | Movistar Team   | Spanien         |
| 21  | 20. Aug.–11. Sept. | Vuelta a España (Details)                 | Nairo Quintana (MOV)     | Nairo Quintana (MOV)   | Movistar Team   | Spanien         |
| 25  | 11. September      | Grand Prix Cycliste de Montréal (Details) | Greg Van Avermaet (BMC)  | Nairo Quintana (MOV)   | Movistar Team   | Spanien         |
| 26  | 19.–26. September  | / Eneco Tour (Details)                    | Niki Terpstra (EQS)      | Peter Sagan (TNK)      | Movistar Team   | Spanien         |
| 27  | 1. Oktober         | Il Lombardia (Details)                    | Esteban Chaves (OBE)     | Peter Sagan (TNK)      | Movistar Team   | Spanien         |

## Teams

### UCI World Teams
Am 25. November 2015 gab die UCI bekannt, welche 18 Teams eine Lizenz Als UCI WorldTeam für die Saison 2016 erhalten haben und damit berechtigt und verpflichtet sind an alle Wettbewerben der WorldTour 2016 teilzunehmen und mit ihren Fahren Punkte für das WorldTour-Ranking erzielen können.
| Code | Name                               | Betreiber                        | Nationalität           | Radhersteller   |
| ---- | ---------------------------------- | -------------------------------- | ---------------------- | --------------- |
| ALM  | AG2R La Mondiale                   | EUSRL France Cyclisme            | Frankreich             | Focus           |
| AST  | Astana Pro Team                    | Olympus Sarl                     | Kasachstan             | Specialized     |
| BMC  | BMC Racing Team                    | Continuum Sports LLC             | Vereinigte Staaten     | BMC             |
| CDT  | Cannondale-Drapac Pro Cycling Team | Slipstream Sports, LLC           | Vereinigte Staaten     | Cannondale      |
| DDD  | Team Dimension Data                | Ryder Cycling                    | Südafrika              | Cervélo         |
| EQS  | Etixx-Quick Step                   | Decolef lux sarl                 | Belgien                | Specialized     |
| FDJ  | FDJ                                | Société de Gestion de L'Echappée | Frankreich             | Lapierre        |
| IAM  | IAM Cycling                        |                                  | Schweiz                | Scott Sports    |
| KAT  | Team Katusha                       | Katusha Management SA            | Russland               | Canyon Bicycles |
| LAM  | Lampre-Merida                      | Cgs Cycling Team                 | Italien                | Merida          |
| LTS  | Lotto Soudal                       | Belgian Cycling Project          | Belgien                | Ridley          |
| MOV  | Movistar Team                      | Abarca Sports S.L.               | Spanien                | Canyon Bicycles |
| OBE  | Orica GreenEdge                    | GreenEdge Cycling                | Australien             | Scott Sports    |
| SKY  | Team Sky                           | Tour Racing Limited              | Vereinigtes Königreich | Pinarello       |
| TLJ  | Team Lotto NL-Jumbo                | Blanco                           | Niederlande            | Bianchi         |
| TFS  | Trek-Segafredo                     | Trek Bicycle Corporation         | Vereinigte Staaten     | Trek            |
| TGA  | Team Giant-Alpecin                 | SMS Cycling B.V.                 | Deutschland            | Giant           |
| TNK  | Tinkoff                            | Tinkoff Sport A/S                | Russland               | Specialized     |

### UCI Professional Continental Teams
Am 3. Dezember 2015 gab die UCI bekannt, welche Teams eine Lizenz Als UCI Professional Continental Team für die Saison 2016 erhalten haben und damit von den Veranstaltern der Wettbewerbe der WorldTour 2016 eingeladen werden können.
| Name (UCI Code)                                  | Betreiber                           | Nationalität           | Radhersteller |
| ------------------------------------------------ | ----------------------------------- | ---------------------- | ------------- |
| Wanty-Groupe Gobert (WGG)                        | Belgian Pro Cycling Team NV         | Belgien                | Cube Bikes    |
| Androni Giocattoli-Sidermec (AND)                | Teamgalli srl                       | Italien                | Bianchi       |
| Fortuneo-Vital Concept (FVC)                     | Pro Cycling Breizh                  | Frankreich             | LOOK          |
| Cofidis, Solutions Crédits (COF)                 | Cofidis Compétition EUSRL           | Frankreich             | Orbea         |
| Bardiani CSF (BAR)                               | Aster Sport Limited                 | Italien                | Colnago       |
| Drapac Professional Cycling (DPC)                | Drapac Professional Cycling Pty Ltd | Australien             | SwiftCarbon   |
| Bora-Argon 18 (BOA)                              | Ralph Denk pro cycling GmbH         | Deutschland            | Argon 18      |
| Topsport Vlaanderen-Baloise (TSV)                | Wielerclub Eddy Merckxvrienden vzw  | Belgien                | Eddy Merckx   |
| UnitedHealthcare Professional Cycling Team (UHC) | Momentum Sports Group, LLC          | Vereinigte Staaten     | Neil Pryde    |
| Southeast-Venezuela (STH)                        | Yellow Fluo Pro Cycling Team Srl    | Italien                | MCipollini    |
| Team Novo Nordisk (TNN)                          |                                     | Vereinigte Staaten     | Colnago       |
| CCC Polsat Polkowice (CCC)                       | Miejski Klub Sportowy Polkowice     | Polen                  | Merida        |
| Direct Énergie (EUC)                             | SA Vendée Cyclisme                  | Frankreich             | Colnago       |
| Gazprom-RusVelo (RVL)                            | PROvelo AG                          | Russland               | Colnago       |
| Stölting Service Group (SSG)                     | Stölting Cycling GmbH               | Deutschland            | Rose Bikes    |
| Team Roompot (ROP)                               | Orange Cycling Team                 | Niederlande            | Isaac         |
| Caja Rural-Seguros RGA (CJR)                     |                                     | Spanien                | Fuji Bikes    |
| Delko Marseille Provence KTM (DMP)               | Vélo-Club La Pomme Marseille        | Frankreich             | KTM           |
| Funvic Soul Cycles-Carrefour (FSC)               | Brasil Pro Cycling                  | Brasilien              | Soul          |
| Nippo-Vini Fantini (NIP)                         | Stc PRO Srl                         | Italien                | De Rosa       |
| ONE Pro Cycling (ONE)                            | ONE Pro Cycling                     | Vereinigtes Königreich | Factor Bikes  |
| Team Roth (ROT)                                  | Cyc Swiss GmbH                      | Schweiz                | Corratec      |
| Verva ActiveJet Pro Cycling Team (VAT)           |                                     | Polen                  | Trek          |

## Reglement
Für das UCI WorldTour Ranking wurden in der UCI WorldTour 2016 wie folgt Punkte vergeben:
- Kategorie 1: Tour de France
- Kategorie 2: Giro d’Italia, Vuelta a España
- Kategorie 3: Monumente des Radsports, restliche zehn Etappenrennen
- Kategorie 4: restliche neun Eintagesrennen

Die Teamwertung und die Nationenwertung wurden ermittelt, indem die Punkte der fünf besten Fahrer jedes Teams bzw. jeder Nation addiert wurden.
| Platzierung | 1.  | 2.  | 3.  | 4.  | 5.  | 6. | 7. | 8. | 9. | 10. | 11. | 12. | 13. | 14. | 15. | 16. | 17. | 18. | 19. | 20. |
| Kat. 1      | 200 | 150 | 120 | 110 | 100 | 90 | 80 | 70 | 60 | 50  | 40  | 30  | 24  | 20  | 16  | 12  | 10  | 8   | 6   | 4   |
| Kat. 2      | 170 | 130 | 100 | 90  | 80  | 70 | 60 | 52 | 44 | 38  | 32  | 26  | 22  | 18  | 14  | 10  | 8   | 6   | 4   | 2   |
| Kat. 3      | 100 | 80  | 70  | 60  | 50  | 40 | 30 | 20 | 10 | 4   |     |     |     |     |     |     |     |     |     |     |
| Kat. 4      | 80  | 60  | 50  | 40  | 30  | 22 | 14 | 10 | 6  | 2   |     |     |     |     |     |     |     |     |     |     |

| Platzierung | 1. | 2. | 3. | 4. | 5. |
| Kat. 1      | 20 | 10 | 6  | 4  | 2  |
| Kat. 2      | 16 | 8  | 4  | 2  | 1  |
| Kat. 3      | 6  | 4  | 2  | 1  | 1  |